# Cinturón de golpes
El cinturón de golpes (en francés: la ceinture de coups d'État) es un concepto geopolítico moderno y un neologismo para describir la región de África occidental, África central y el Sahel que tiene una alta prevalencia de golpes de estado.

## Descripción general

### Origen
Aunque probablemente sea más antiguo, el término se ha vuelto popular recientemente después de una serie de golpes de Estado a principios de la década de 2020 , incluso en Mali en 2020 y 2021, Chad, Guinea, y Sudán en 2021, dos en Burkina Faso en enero y septiembre de 2022, y en Níger y Gabón en 2023. La región también vio intentos de golpes de estado en Níger y Sudán en 2021, Guinea-Bissau y Gambia en 2022, y Sudán y Sierra Leona en 2023.
Después del golpe de Estado en Níger de 2023, estos países formaron una cadena continua que se extendía entre las costas este y oeste de África.

## Historia
Desde 1990, el 78% de los 27 golpes de Estado en el África subsahariana han tenido lugar en antiguas colonias francesas. Esto ha llevado a algunos a cuestionar si la influencia francesa en África tiene un impacto desestabilizador.
Las juntas militares de Malí, Burkina Faso y Níger cancelaron acuerdos militares que permitían que las tropas francesas operaran en su territorio y, en el caso de Malí, eliminaron el francés como idioma oficial.
Se suponía que Níger albergaría a las tropas francesas retiradas de Mali y Burkina Faso, pero la crisis nigerina de 2023 y la cancelación de los vínculos militares con Francia han complicado este acuerdo.
La CEDEAO ha intentado trabajar activamente en el cambio de esta etiqueta asociada a la región, aunque sin éxito; suspendieron a Malí después de su golpe de Estado en 2021, y también suspendieron a Guinea el 8 de septiembre de 2021, poco después de que se produjera un golpe militar en el país.
Los golpes han sido de naturaleza similar; la mayoría provino de militares insatisfechos que criticaron el manejo de los insurgentes islámicos o las protestas por parte de sus respectivos gobiernos. Las juntas entrantes también tienden a tener peores relaciones con Occidente, y muchas buscan el apoyo de Rusia y el Grupo Wagner o de Turquía en lugar de Francia, que ayudó a los regímenes africanos depuestos en la lucha contra los insurgentes islámicos a través de la operación Barkhane.

## Lista de golpes de Estado
En esta lista se especifica los golpes de estados catalogados dentro del cinturón de golpes (Actualizado al 13 de enero de 2024).
| Evento                                                | País          | Fecha                    | Gobernante saliente        | Gobernante entrante                                                                                | Resultado                                        |
| ----------------------------------------------------- | ------------- | ------------------------ | -------------------------- | -------------------------------------------------------------------------------------------------- | ------------------------------------------------ |
| Golpe de Estado en Malí de 2020                       | Mali          | 18 de agosto de 2020     | Ibrahim Boubacar Keïta     | Assimi Goita Ba N'Daou                                                                             | Golpe exitoso                                    |
| Intento de golpe de Estado en Níger de 2021           | Níger         | 31 de marzo de 2021      | Mohamed Bazoum             | Sani Saley Gourouza                                                                                | Fracaso del golpe                                |
| Muerte de Idriss Déby                                 | Chad          | 20 de abril de 2021      | Vacante                    | Mahamat Déby Itno                                                                                  | Catalogado como golpe de Estado por la oposición |
| Golpe de Estado en Malí de 2021                       | Mali          | 24 de mayo de 2021       | Ba N'Daou                  | Assimi Goita                                                                                       | Golpe exitoso                                    |
| Golpe de Estado en Guinea de 2021                     | Guinea        | 5 de septiembre de 2021  | Alpha Condé                | Mamady Doumbouya                                                                                   | Golpe exitoso                                    |
| Golpe de Estado en Sudán de 2021                      | Sudán         | 25 de octubre de 2021    | Abdalla Hamdok             | Abdelfatah al Burhan                                                                               | Golpe exitoso                                    |
| Golpe de Estado en Burkina Faso de enero de 2022      | Burkina Faso  | 23 de enero de 2022      | Roch Marc Christian Kaboré | Paul-Henri Sandaogo Damiba                                                                         | Golpe exitoso                                    |
| Golpe de Estado en Burkina Faso de septiembre de 2022 | Burkina Faso  | 30 de septiembre de 2022 | Paul-Henri Sandaogo Damiba | Ibrahim Traoré                                                                                     | Golpe exitoso                                    |
| Golpe de Estado en Níger de 2023                      | Níger         | 26 de julio de 2023      | Mohamed Bazoum             | Abdourahamane Tchiani                                                                              | Golpe exitoso                                    |
| Intento de golpe de Estado en Sierra Leona de 2023    | Sierra Leona  | 31 de julio de 2023      | Julius Maada Bio           | Mohammed Yetey Turay                                                                               | Fracaso del golpe                                |
| Golpe de Estado en Gabón de 2023                      | Gabón         | 30 de agosto de 2023     | Ali Bongo                  | Brice Oligui                                                                                       | Golpe exitoso                                    |
| Intento de golpe de Estado en Burkina Faso de 2023    | Burkina Faso  | 26 de septiembre de 2023 | Ibrahim Traoré             | - Abdoul Aziz Aouoba - Cheikh Hamza Ouattara - Christophe Maïga - Sekou Ouedraogo - Boubacar Keïta | Fracaso del golpe                                |
| Intento de golpe de Estado en Sierra Leona de 2023    | Sierra Leona  | 26 de noviembre de 2023  | Julius Maada Bio           | oficiales disidentes y prisioneros                                                                 | Fracaso del golpe                                |
| Intento de golpe de Estado en Guinea-Bissau de 2023   | Guinea-Bissau | 1 de diciembre de 2023   | Umaro Sissoco Embaló       | Victor Tchongo                                                                                     | Fracaso del golpe                                |
| Intento de golpe de Estado en Burkina Faso 2024       | Burkina Faso  | 13 de enero de 2024      | Ibrahim Traoré             | | Fracaso del golpe                                |